# Скиландис
Скила́ндис (лит. skilandis) — блюдо национальной литовской кухни. Является разновидностью колбасных изделий. В некоторых районах Литвы и Польши называется киндзюкас (лит. kindzukas, пол. kindziuk).
Изготавливается из высококачественной свинины, нарезанной на небольшие кусочки (в некоторых рецептах мясо измельчается в мясорубке с крупной сеткой, как для колбасы), вперемешку с кусочками сала, заключённой в натуральную оболочку — свиной желудок, с добавлением соли, молотого перца, кориандра и чеснока. Подготовленный к готовке продукт перевязывается шпагатом. Способ готовки, в различных районах Литвы, может немного отличаться, но общий принцип готовки — вяление, в течение 5-10 дней (дзукийский рецепт). После вяления скиландис может, как использоваться в пищу, так и дополнительно подвергнуться холодному копчению в течение 3-4 недель. Для увеличения срока хранения в состав может быть добавлена селитра. Отличается длительным сроком хранения без дополнительных условий при комнатной температуре.
Употребляется в пищу как любая сухая или сырокопчёная колбаса, но может также служить вкусовой основой для варки супов — борщей, щей и др, причём куски нарезанного скиландиса могут помещаться в марлю, чтобы после готовки употребить вываренное мясо отдельно от супа.
По сравнению с другими колбасными изделиями скиландис является достаточно дорогим продуктом, поскольку, наряду с длительным сроком изготовления, используются исключительно лучшие части свиной туши.
В кулинарных книгах на русском языке это блюдо может называться сычуг, несмотря на несоответствие этого названия данному термину.
Название «скиландис» является товарным знаком, зарегистрированным в Европейском союзе по статусу TSG (Гарантия традиционности производства).